# 超微量元素
在生物化学中，超微量元素是指在生物机体内占总重量小于0.0001% 的化学元素，但它对代谢起着重要的作用。
人体中可能含有的超微量元素包括硼、硅、镍、钒 和钴，其他生物体中可能含有的超微量元素包括溴、镉、氟、铅、锂和锡。